# سياسة التأشيرات في ماليزيا

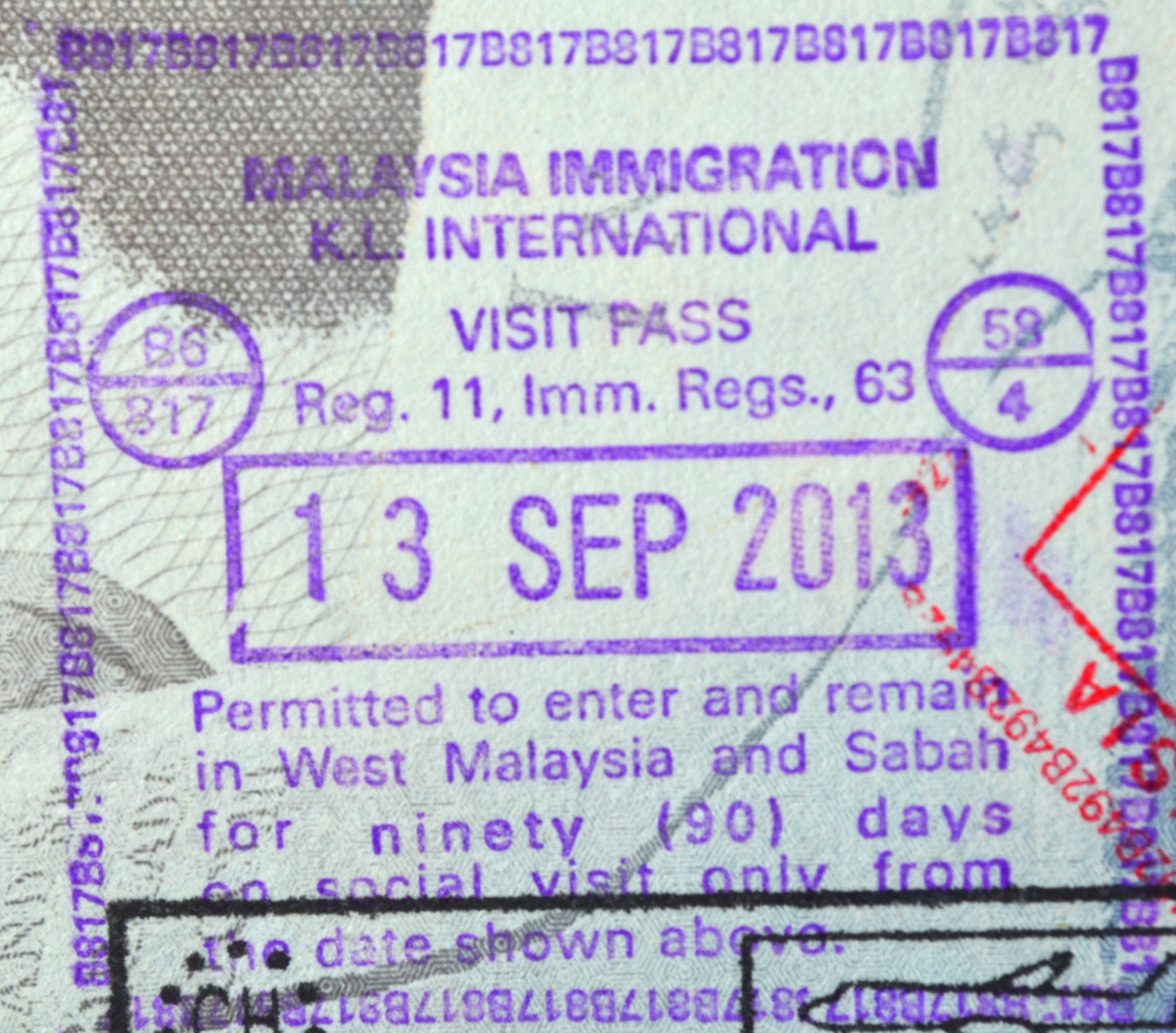
ختم الدخول الماليزي

سياسة التأشيرات في ماليزيا تجب على الزائرين
لدولة ماليزيا الحصول على تأشيرة من إحدى البعثات الدبلوماسية الماليزية في بلادهم، أو إذا أتوا من إحدى الدول المعفاة من التأشيرة نهائياً أو من الدول التي يُسمح لمواطنيها الحصول على تأشيرة دخول عند وصولهم. يجب على جميع الزائرين حمل جواز سفر ساري المفعول لمدة 6 أشهر على الأقل.

## خريطة سياسة التأشيرات في ماليزيا

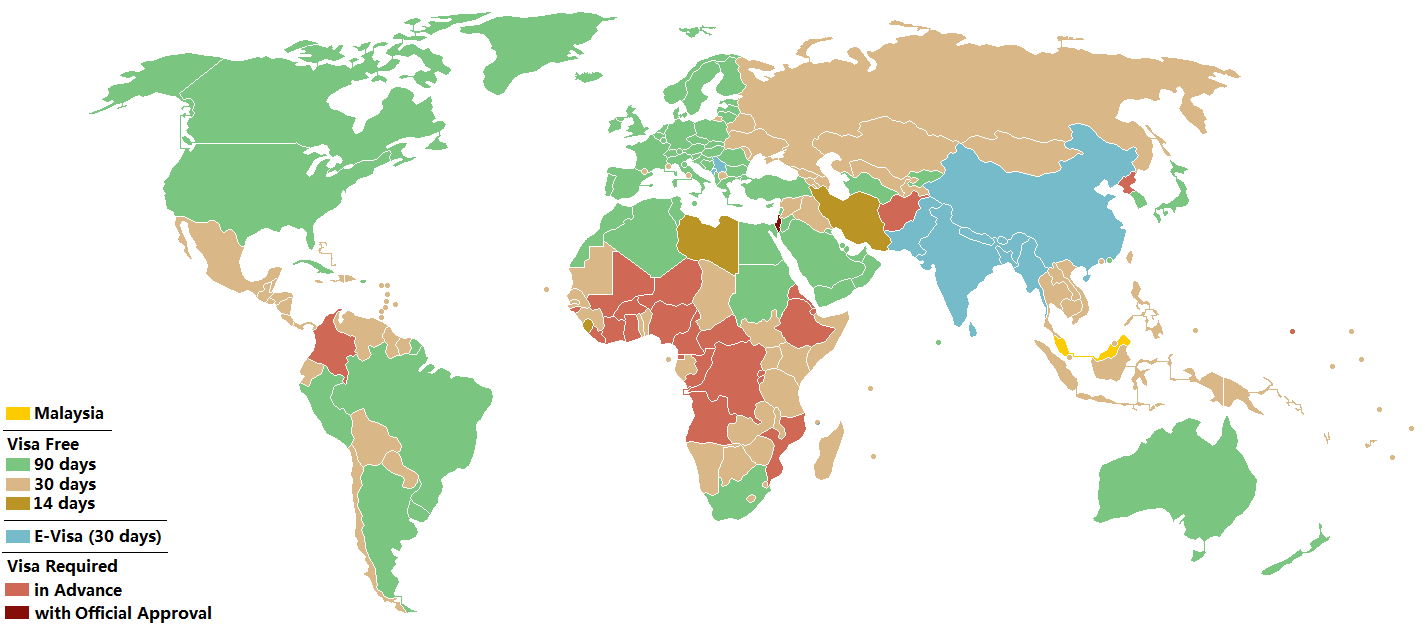
سياسة التأشيرات في ماليزيا

## الإعفاء من التأشيرة
بحسب اتحاد النقل الجوي الدولي، حاملي جاوز السفر للبلدان التالية يمكنهم الدخول إلى ماليزيا من دون تأشيرة:

### 90 يوم
يحصل حاملو جوازات السفر الصادرة عن 63 دولة على تأشيرة مجانية عند الدخول إلى ماليزيا لمدة 90 يوم.
| - جميع مواطني الاتحاد الأوروبي \| - ألبانيا - السعودية - الجزائر - الأرجنتين - أستراليا - البحرين - البوسنة والهرسك - البرازيل - كندا - كوبا \| - مصر - آيسلندا - اليابان - الأردن - الكويت - قرغيزستان - لبنان - ليختنشتاين - المغرب \| - نيوزيلندا - النرويج - عمان - بيرو - قطر - سان مارينو - جنوب أفريقيا - كوريا الجنوبية \| - سويسرا - تونس - تركيا - تركمانستان - الإمارات العربية المتحدة - الولايات المتحدة الأمريكية - أوروغواي - اليمن \| \| |                                                                                       |                                                                                        | |  |
| - ألبانيا - السعودية - الجزائر - الأرجنتين - أستراليا - البحرين - البوسنة والهرسك - البرازيل - كندا - كوبا | - مصر - آيسلندا - اليابان - الأردن - الكويت - قرغيزستان - لبنان - ليختنشتاين - المغرب | - نيوزيلندا - النرويج - عمان - بيرو - قطر - سان مارينو - جنوب أفريقيا - كوريا الجنوبية | - سويسرا - تونس - تركيا - تركمانستان - الإمارات العربية المتحدة - الولايات المتحدة الأمريكية - أوروغواي - اليمن |  |

### 30 يوم
يحصل حاملو جوازات السفر الصادرة عن 95 دولة على تأشيرة مجانية عند الدخول إلى ماليزيا لمدة 30 يوم.
| - أندورا - أنتيغوا وباربودا - أرمينيا - أذربيجان - باهاماس - باربادوس - روسيا البيضاء - بليز - بنين - بوليفيا - بوتسوانا - بروناي - كمبوديا - الرأس الأخضر - تشاد - تشيلي - جزر القمر - كوستاريكا - دومينيكا - جمهورية الدومينيكان - الإكوادور - السلفادور - فيجي - الغابون - غامبيا - جورجيا - غرينادا - غواتيمالا - غينيا - غيانا - هايتي - هندوراس | - هونغ كونغ - إندونيسيا - العراق - جامايكا - كازاخستان - كينيا - كيريباتي - لاوس - ليسوتو - ليبيا - ماكاو - جمهورية مقدونيا - مدغشقر - ملاوي - جزر المالديف - جزر مارشال - موريتانيا - موريشيوس - المكسيك - مولدوفا - موناكو - منغوليا - ناميبيا - ناورو - نيكاراغوا - بالاو - فلسطين - بنما - بابوا غينيا الجديدة - باراغواي - الفلبين - روسيا - سانت كيتس ونيفيس | - سانت لوسيا - سانت فينسنت والغرينادين - ساموا - ساو تومي وبرينسيب - السنغال - سيشل - سنغافورة - جزر سليمان - السودان - سورينام - سوازيلاند - سوريا - تايوان - طاجيكستان - تنزانيا - تايلاند - تيمور الشرقية - توغو - تونغا - ترينيداد وتوباغو - توفالو - أوغندا - أوكرانيا - أوزبكستان - فانواتو - الفاتيكان - فنزويلا - فيتنام - زامبيا - زيمبابوي |  |

### 14 يوم
يحصل حاملو جوازات السفر الصادرة عن 4 دول على تأشيرة مجانية عند الدخول إلى ماليزيا لمدة 14 يوم.
| - إيران - سيراليون - الصومال |

أيضاً، يحصل حاملو  تصريح السفر الخاص بالمنطقة الإدارية لماكاو على تأشيرة مجانية عند الدخول إلى ماليزيا لمدة 14 يوم.

### جوازات سفر غير عادية
لا يحتاج حاملو الجواز السفر الدبلوماسي لكل من بنغلادش والصين والهند إلى تأشيرة إذا كانت الزيارة لمدة 30 يوم، ولكن عليهم الحصول على تصريح مركز الهجرة عند نقطة الوصول.

## بطاقة السفر لمنتدى التعاون الاقتصادي لدول آسيا والمحيط الهادئ
يحصل حاملو بطاقة السفر الصادرة عن منتدى التعاون الاقتصادي لدول آسيا والمحيط الهادئ على تأشيرة مجانية عند الدخول إلى ماليزيا بغرض العمل لمدة 30 يوم.
تُمنح بطاقة السفر لمنتدى التعاون الاقتصادي لدول آسيا والمحيط الهادئ لمواطني الدول التالية:
| - أستراليا - بروناي - تشيلي - الصين - هونغ كونغ - إندونيسيا - اليابان - كوريا الجنوبية - المكسيك | - نيوزيلندا - بابوا غينيا الجديدة - بيرو - الفلبين - روسيا - سنغافورة - تايوان - تايلاند - فيتنام |  |

## إلزامية اللقاح ضد الحمى الصفراء
يجب على مواطني الدول التالية الحصول على شهادة لقاح دولية ضد الحمى الصفراء من أجل دخول ماليزيا:
| - أنغولا - بنين - بوليفيا - البرازيل - بوركينا فاسو - بوروندي - الكاميرون - جمهورية أفريقيا الوسطى - تشاد - جمهورية الكونغو الديمقراطية - جيبوتي - الإكوادور - إريتريا | - إثيوبيا - الغابون - غامبيا - غانا - غينيا - غينيا بيساو - كينيا - مالي - النيجر - نيجيريا - بنما - بيرو - رواندا | - ساو تومي وبرينسيب - السنغال - سيراليون - جنوب أفريقيا - سريلانكا - سانت كيتس ونيفيس - سورينام - تنزانيا - توغو - أوغندا - فنزويلا - زامبيا |  |

## القيود والمنع
- حتى ماير/أيار 2011، كانت ماليزيا تمنع المواطنين من  إسرائيل دخول ماليزيا. أما الآن، فيمكنهم الدخول إلى الأراضي الماليزية بعد الحصول على موافقة من وزارة الخارجية.[3]
- سابقاً، لم تكن الحكومة الماليزية تسمح للمواطنين من  صربيا و الجبل الأسود بالدخول إلى أراضيها، أما حالياً فيمكنهم الدخول بعد أخذ موافقة من وزارة الداخلية الماليزية.[1][3][4]
- يُمنع على مواطني  إسرائيل من المشاركة في برنامج ماليزيا موطني الثاني.[5]
- يُسمح لمواطني  كولومبيا بالدخول إلى ماليزيا عن طريق مطار كوالالمبور الدولي فقط.[6]
- بعد اغتيال كم جونغ نام في ماليزيا وتوتر العلاقات الدبلوماسية بين ماليزيا وكوريا الشمالية، منعت ماليزيا جميع مواطني  كوريا الشمالية من الدخول إلى ماليزيا اعتباراً من 6 مارس/آذار 2017.[1][7][8]

## إحصائيات
أكثر الجنسيات التي تزور ماليزيا لمدة قصيرة هي:
| البلد / الإقليم            | 2016       | 2015       | 2014       | 2013       | 2012       |
| -------------------------- | ---------- | ---------- | ---------- | ---------- | ---------- |
| سنغافورة                   | 13,272,961 | 12,930,754 | 13,932,967 | 13,178,774 | 13,014,268 |
| إندونيسيا                  | 3,049,964  | 2,788,033  | 2,827,533  | 2,548,021  | 2,382,606  |
| الصين                      | 2,124,942  | 1,677,163  | 1,613,355  | 1,791,423  | 1,558,785  |
| تايلند                     | 1,780,800  | 1,343,569  | 1,299,298  | 1,156,452  | 1,263,024  |
| بروناي                     | 1,391,016  | 1,133,555  | 1,213,110  | 1,238,871  | 1,258,070  |
| الهند                      | 638,578    | 722,141    | 770,108    | 650,989    | 691,271    |
| كوريا الجنوبية             | 444,439    | 421,161    | 385,769    | 274,622    | 283,977    |
| الفلبين                    | 417,446    | 554,917    | 618,538    | 557,147    | 508,744    |
| اليابان                    | 413,768    | 483,569    | 553,106    | 513,076    | 470,008    |
| المملكة المتحدة            | 400,269    | 401,019    | 445,789    | 413,472    | 402,207    |
| أستراليا                   | 377,727    | 486,948    | 571,328    | 526,342    | 507,948    |
| تايوان                     | 300,861    | 283,224    | 274,665    | 286,266    | 242,519    |
| الولايات المتحدة الأمريكية | 217,075    | 237,768    | 262,106    | 246,936    | 240,134    |
| فيتنام                     | 216,877    | 229,626    | 285,716    | 235,700    | 211,008    |
| فرنسا                      | 134,257    | 151,474    | 169,973    | 145,108    | 134,823    |
| بنغلادش                    | 130,276    | 147,152    | 204,418    | 134,663    | 86,465     |

## وصلات خارجية
- قائمة البعثات الدبلوماسية الماليزية
- دائرة الهجرة الماليزية